# Jesús Oropesa
Jesús Oropesa Chivilches, né le 31 mars 1970 à Camaná au sud du Pérou, est un entraîneur péruvien de football.

## Biographie
Jesus Oropesa commence sa carrière d'entraîneur en 2011 au sein de l'Hijos de Acosvinchos (en). 
Spécialisé dans des clubs de 2e division ou de Copa Perú (D3) – il entraîne notamment le Sport Áncash en 2012, le Deportivo Binacional et le Sportivo Huracán, tous les deux en 2013 – il est sacré champion de D2 à la tête de l'Atlético Grau en 2021. Malgré cette performance permettant à l'Atlético Grau de remonter en 1re division, il n'est pas reconduit à la tête du club.
En 2022, il prend les rênes de l'Unión Comercio, toujours en D2. Vice-champion de 2e division avec ce dernier club à la fin de la saison, il lui permet d'accéder en D1 dès 2023 après une victoire en barrage de promotion-relégation face à l'Ayacucho FC.
En 2023, il remplace Jahir Butrón à la tête du Juan Aurich.

## Palmarès d'entraîneur
| Atlético Grau - Championnat du Pérou D2 (1) : - Champion : 2021. |  | Unión Comercio - Championnat du Pérou D2 : - Vice-champion : 2022. |